# Ostforschung
L'Ostforschung recouvre l'ensemble des recherches menées en Allemagne au cours des années suivant le traité de Versailles et devant fournir des arguments pour la révision des frontières orientales du Reich mises en place en 1919.

## Présupposés et bases théoriques
Elle est destinée à fournir des arguments contre les prétentions territoriales des voisins orientaux du Reich.

### Projets durant la Première Guerre mondiale
Le 31 mars 1917, à Berlin, est approuvé le principe d'une colonisation planifiée des territoires conquis sur la Russie alors en décomposition.
En effet, de nombreux chercheurs allemands sont mandatés par les services de l'Oberost à la demande d'Erich Ludendorff ; ces scientifiques sillonnent alors les territoires russes occupés par les armées du Reich à la recherche des meilleurs terroirs pour permettre le développement d'une colonisation agraire.

### Contexte
Dans un contexte marqué par le refus de la défaite, par l'occupation de la Rhénanie à l'Ouest et par la politique entreprenante de la Pologne à l'Est, se développe dans le Reich, sous l'influence de l'historien Hermann Aubin (de), actif en Rhénanie, et du géographe Albrecht Penck, un nouvel espace de recherche transdisciplinaire.
Cet essor matérialise dans le domaine de la recherche scientifique l'absence de reconnaissance par la République de Weimar de la frontière entre le Reich et la Pologne. Dans ce cadre, les deux États se livrent, entre 1921 et 1939, à une concurrence effrénée, destinée à légitimer leurs propres ambitions territoriales en Union Soviétique.
Basée sur les théories de Penck, cette discipline crée une différenciation entre la frontière linguistique d'une part, et la frontière culturelle de l'autre, et permet d'affirmer que certains territoires sont germaniques depuis la Préhistoire : les colons allemands auraient conféré à l'Europe centrale et orientale un caractère germanique.

### Présupposés
Fruits des représentations racistes de certains Allemands et de l'étude systématique des territoires occupés à partir de 1915, les acteurs universitaires allemands de l'Ostforschung évoluent dans leur conception des territoires et des populations de l'ancien Empire russe et de son successeur soviétique.
Tout d'abord, est développé le thème de la menace slave et balte sur les minorités allemandes de l'étranger isolées les unes des autres, évoluant comme des îlots germaniques, à la singularité renforcée au fil du temps, facilitant leur absorption par les populations voisines. Selon les tenants de cette thèses, ce cas de figure se rencontre souvent dans l'Est de l'Europe, en Pologne par exemple ; ainsi, en 1938, puis en 1941, le SD publie deux études, une sur les populations de Lettonie,, puis une sur les populations de la région de Léningrad,.
Ensuite, une nouvelle conception du territoire apparaît, influencé par les résultats des recherches allemandes sur place à l'arrière des unités allemandes engagées à l'Est durant la Première Guerre mondiale : avant le conflit, les territoires occidentaux de l'empire russe étaient perçus comme des espaces à rationaliser et des « peuples » à civiliser pour le plus grand profit du Reich ; le début des années 1920 voit l'apparition de nouvelles aspirations allemandes sur ces territoires : ces mêmes espaces deviennent alors des terres à aménager, à germaniser, une fois expulsées les populations slaves, les « races » qui les habitent et que l'on ne peut germaniser.

## Institutionnalisation

### Des liens forts avec les institutions nazies
Dès le lancement de ces problématiques de recherches, des instituts de recherche, proches de la SS, sont mis en place et financés par le ministère des Affaires étrangères, tandis que de nombreux responsables au sein de la recherche allemande, notamment Albert Brackmann (de), professeur à l'université de Berlin et directeur général des archives de Prusse patronnent des recherches placées sous les postulats édictés par Penck et Aubin.
Parmi les principaux acteurs du développement de ces recherches, le RSHA, chargé, en Pologne, des Einsatzgruppen , s'affirme comme un acteur essentiel des projets coloniaux et raciaux dans l'Est de l'Europe.

### Une organisation précoce
Dotés de solides soutiens dans le monde politique et scientifique, les chercheurs de l'Ostforschung s'organisent rapidement et, à la suite de l'évacuation de la Rhénanie à partir de 1930, réorientent et radicalisent leurs thèmes de recherche. Deux communautés de recherche étudient l'Europe orientale.
Bénéficiant de l'antériorité, l'Amt Rosenberg constitue, au sein du NSDAP, une pépinière de recrutement pour les experts de l'Est.

## Recherches

### Thèmes
Dans un premier temps, les chercheurs de ces communautés fournissent des argumentaires destinés à remettre en cause la politique menée par la Pologne dans les régions qu'elle a annexées en 1919, puis à partir de 1933, ces chercheurs proposent les réorganisations territoriales liées à la conquête et à la restructuration du Lebensraum à conquérir.
Dans un second temps, durant le conflit, les experts de l'Ostforschung, notamment Gotthold Rhode, popularisent les conclusions des instituts de recherche actifs sur ces sujets, publiant tout au long de la guerre de nombreux écrits sur ses sujets.
Dans ce cadre, les géographes participent massivement à la mise en place de passerelles entre les différentes disciplines, conférant à leur discipline une dimension völkisch indéniable. Cette pluridisciplinarité aboutit à présenter les conquêtes allemandes en Pologne et en Union soviétique comme un retour de ces territoires dans le giron allemand.

### Résultats et conséquences de ces recherches
Dès la fin des années 1930, le RSHA produit une série d'études sur la colonisation et la germanisation de la Pologne. Ces études sont essentiellement constituées de travaux statistiques, de mémoranda sur les perspectives de colonisation de territoires dans l'Est de l'Europe, et proposent une analyse de la politique étrangère de Pologne, perçue comme hostile au Reich, en direction des Pays baltes.
Ces études aboutissent également, à partir de 1941, à fixer la limite orientale des territoires promis à être inclus dans le Lebensraum nazi. Ainsi, les concepteurs du Generalplan Ost font correspondre la frontière des territoires inclus dans le Reich grand-allemand à la limite orientale de présence du hêtre, perçue comme la limite extrême de l'influence du climat océanique en Europe continentale.